# مدال دفاع از مسکو
مدال دفاع از مسکو (به روسی: Медаль За оборону Москвы) یک مدال جنگی اتحاد جماهیر سوسیالیستی شوروی در جنگ جهانی دوم که در ۱ مه ۱۹۴۴ بنا شده‌است و برای مدافعان نظامی و غیرنظامی مسکو در طول نبرد مسکو که در برابر نیروهای آلمان نازی مقابله کردند به وجود آمده‌است.
برخی از دارندگان مدال:
- دریابد ایوان ایساکوف
- لئونید ساندالوف
- نیکولای کوزنتسوف
- ولادیمیر دولگیخ